# Gypsophila lignosa
Gypsophila lignosa là loài thực vật có hoa thuộc họ Cẩm chướng. Loài này được Hemsl. & Lace mô tả khoa học đầu tiên năm 1891.